# Pojazd kolejowy

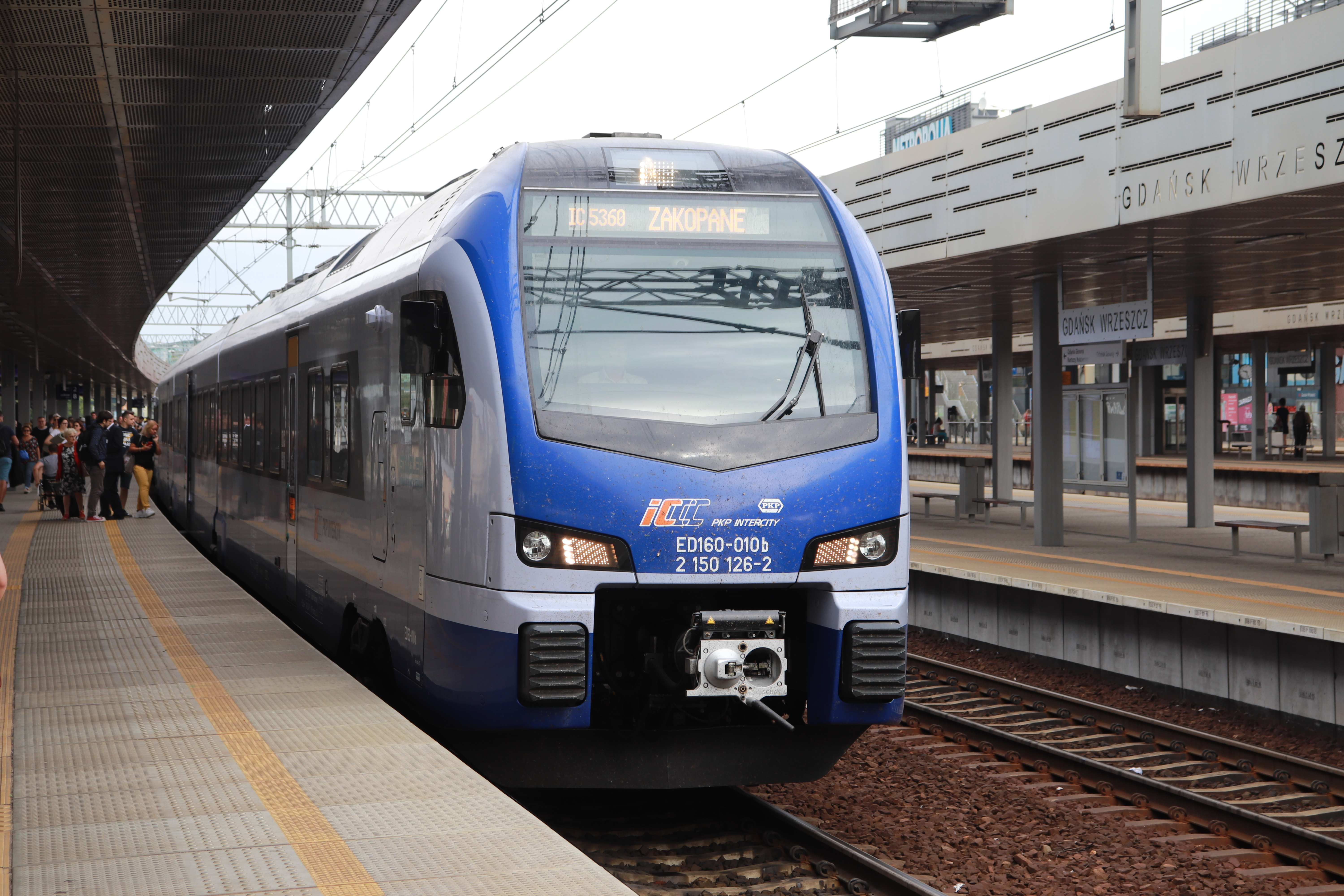
Pojazd kolejowy

Pojazd kolejowy – pojazd szynowy dostosowany do poruszania się na własnych kołach po torach kolejowych, z napędem lub bez napędu, np. lokomotywa, wagon, drezyna.
Pojazdy kolejowe dzielą się na:
- tabor kolejowy
- pojazdy pomocnicze – pojazdy kolejowe, których budowa nie pozwala na ich włączenie do składu pociągu, a w szczególności: maszyny budowlane na kołach, ciągniki szynowe, drezyny i wózki robocze oraz niektóre typy pojazdów ratunkowych.